# Ítélet könyve
Az Ítélet könyve (Doomsday Book) Connie Willis 1992-ben megjelent Nebula-díj nyertes, BSFA-díj jelölt (1992), Hugo- és Locus SF-díj-nyertes, Arthur C. Clarke-díj-jelölt (1993) sci-fi-regénye.

## Történet
|  | Alább a cselekmény részletei következnek! |

Kivrin Engle történelem szakos egyetemi hallgató lány a 2050-es évek Angliájában, ahol kutatási segédletként az időutazás is igénybe vehető. 2054. december 23-án Kivrin engedélyt kapott, hogy ellátogasson az 1320. évi Oxfordba. Ekkor még nem érkezett meg Angliába az egész Európát sújtó fekete-halál, mely 1348-tól szedte áldozatait a szigetországban. A kutató azonban nem az eltervezett évbe és helyre érkezett. Kirvin kalandjai közben naplószerű hangfelvételeket készített: ez az ő Domesday Bookja, Ítéletnapi Könyve.
|  | Itt a vége a cselekmény részletezésének! |

## Szereplők
- Kivrin Engle egyetemi hallgató
- James Dunworthy professzor
- Badri Chaudhuri technikus
- Gilchrist professzor
- dr. Mary Ahrens
- Colin, Mary unokaöccse
- Lady Imeyne
- Lady Elivys
- Lord Guillaume D'Iverie lányai:

Agnes
Rosamund
- Gawyn Fitzroy
- Roche atya
- Sir Bloet

## Vélemények
Intelligens és minden igényt kielégítő ötvözése a klasszikus SF-nek és a történelmi rekonstrukciónak.
A középkor világa beleég az emlékezetbe, minden szereplőt valósággal életre kelt az alapos kidolgozottság… Connie Willisnek igazából sikerült ablakot nyitni a múltra, nem véletlenül telt öt évébe megírni ezt a regényt.

## Magyar vonatkozás
Badri egy időutazást előkészítő helyszíni szemle során Magyarországon tett látogatást.

## Oxfordi időutazó történészek
A regényhez kapcsolódik a Tűzőrség című kisregény (1984). Az időutazók történetei további művekben folytatódtak: Say Nothing of the Dog (1998), a Blackout és az All Clear (2011).

## Magyarul
- Ítélet könyve; ford. Sohár Anikó; Metropolis Media, Bp., 2012 (Galaktika fantasztikus könyvek)